# Malcolm Allen
Malcolm Allen (Deiniolen, 21 marzo 1967) è un ex calciatore gallese, di ruolo attaccante.

## Carriera

### Club
Cresciuto nel Watford, in First Division, veste anche le maglie di Aston Villa (seconda divisione), Norwich City (prima divisione), Millwall (prima e seconda categoria) e Newcastle (prima divisione), giocando gli ultimi anni nella quinta categoria inglese - conclusa al primo posto dallo Stevenage Borough - e nel campionato gallese.
Vanta 80 presenze e 20 gol in First Division.

### Nazionale
Esordisce il 25 febbraio del 1986 contro l'Arabia Saudita (1-2). Dopo tre anni di pausa, rientra in campo internazionale nel 1989, giocando con la maglia del Galles fino al 1993.